# Karl-Heinz Metzner
Karl-Heinz „Gala“ Metzner (9. ledna 1923 Kassel – 25. října 1994 Kassel) byl německý fotbalista, který reprezentoval Německou spolkovou republiku. Nastupoval především na postu záložníka.
S německou reprezentací se stal mistrem světa roku 1954, byť na závěrečném turnaji nenastoupil. V národním týmu odehrál 2 utkání.
Nejvyšší německou soutěž hrál za Hessen Kassel.